# Tiny Toon Adventures: Wacky Stackers
Tiny Toon Adventures: Wacky Stackers — это первая игра по мотивам мультсериала Tiny Toon Adventures, выпущенная для консоли Game Boy Advance. Она была разработана компанией Warthog и выпущена Conspiracy Games.

## Игровой процесс
Игровой процесс игры напоминает смесь игр Тетрис и Lines. В игре четыре режима, все они носят общую цель (кроме режима Загадка). Сверху игрового поля падают фигурки, состоящие из двух яиц различного цвета (может быть и одного цвета). Цель: не дать фигуркам заполнить всё игровое пространство либо подняться до верха поля. Если внизу образуется цепочка из 4 (за исключением случая, когда они расположены квадратом) и более яиц одного цвета, яйца исчезают. Если 4 яйца будут расположены квадратом, то получится огромное яйцо, которое можно разбить цепочкой. Таким образом можно одновременно разбить не одно огромное яйцо. Если это произойдёт, а также если произойдёт цепная реакция из двух и более цепей, игрок получит уровень помощника, обозначаемый в виде монетки с буквой A. Всего помощников — 8. Игрок получит за цепную реакцию столько уровней, сколько цепей входит в цепную реакцию, либо сколько огромных яиц он подбил. Какой помощник доступен в данный момент, будет показано на картинке.

### Режимы игры

#### Выживание
Классический режим игры. Игрок должен продержаться как можно больше времени, набрав как можно больше очков. Три уровня сложности: новичок, передовой, эксперт. Так как этот режим не является противостоянием, здесь доступны только защищающие помощники.

#### Загадка
Пожалуй, самый интересный режим игры. Нужно просчитать, куда должна упасть фигурка (или фигурки), чтобы смогли исчезнуть все ряды. Причём, когда этого не происходит, следующая фигурка исчезает, а игрок теряет один кредит (всего их 4), после чего начинает с этого же уровня. Есть возможность выбора игры, состоящей из двух, пяти или восьми уровней, последний из них считается полной игрой. Так как этот режим не является противостоянием, здесь доступны только защищающие помощники.

#### Сражение
Игрок сражается с компьютером, преследуя цель: не дать фигуркам подняться до верха и по возможности сделать так, чтобы компьютер заполнил игровое пространство быстрее. Это можно сделать с помощью атакующих и поддерживающих помощников, а с помощью защищающихся можно очищать игровое пространство. Это может делать и компьютер.

#### Многопользовательский режим сражения
Этот режим отличается от сражения тем, что в игру могут играть два, три или четыре человека.

### Помощники
Помощники даются за монеты, которые в свою очередь даются за цепную реакцию из двух или более цепей, либо за уничтожение больших яиц. Количество монет может быть от одной до восьми. Каждый из помощником имеет свою уникальную силу и выполняет какую-либо из трёх задач: атакующую, поддерживающую или защищающуюся. Атакующие атакуют оппонента, поддерживающие выполняют функции атаки и защиты, защищающие уничтожают блоки того, кто их вызвал. Список помощников в том порядке в котором они даются:
- Диззи Девил. Защищающий класс, уничтожает два нижних ряда блоков вихрем.
- Элмайра Дафф. Атакующий класс, копирует блоки и вставляет их в чужое поле.
- Плаки Дак. Защищающий класс, уничтожает четыре нижних ряда блоков водой из пожарного крана.
- Бэбс Банни. Поддерживающий класс, создающий защитное поле, которое возвращает действие атакующих персонажей обратно атакующему.
- Гого Додо. Защищающий класс, забирающий на НЛО два средних вертикальных ряда.
- Монтана Макс. Атакующий класс, создающий на поле противника полумрачное состояние, подсвечивая блоки фонариком.
- Фурболл. Защищающий класс, уничтожающий четыре верхних ряда блоков петардой.
- Бастер Банни. Атакующий класс, замораживающий все блоки противника, которые оттаивают по мере создания цепей.